# Эникалинское сельское поселение
Эникалинское се́льское поселе́ние — муниципальное образование в Курчалоевском районе Чечни Российской Федерации.
Административный центр — село Эникали.

## История
Статус и границы сельского поселения установлены Законом Чеченской Республики от 20 февраля 2009 года № 13-РЗ «Об образовании муниципального образования Курчалоевский район и муниципальных образований, входящих в его состав, установлении их границ и наделении их соответствующим статусом муниципального района и сельского поселения».

## Население
| 2010  | 2012  | 2013  | 2014  | 2015  | 2016  | 2017  |
| ----- | ----- | ----- | ----- | ----- | ----- | ----- |
| 1130  | ↗1132 | ↗1185 | ↗1195 | ↗1199 | →1199 | ↗1208 |
| 2018  | 2019  | 2020  | 2021  | 2023  | 2024  |       |
| ↗1215 | ↗1221 | ↘1213 | ↘1035 | ↗1083 | ↗1099 |       |

## Состав сельского поселения
| № | Населённый пункт | Тип населённого пункта | Население |
| - | ---------------- | ---------------------- | --------- |
| 1 | Джанхой-Хутор    | село                   | →0        |
| 2 | Эникали          | село                   | ↗1099     |